# Sabine Gebhardt Fink

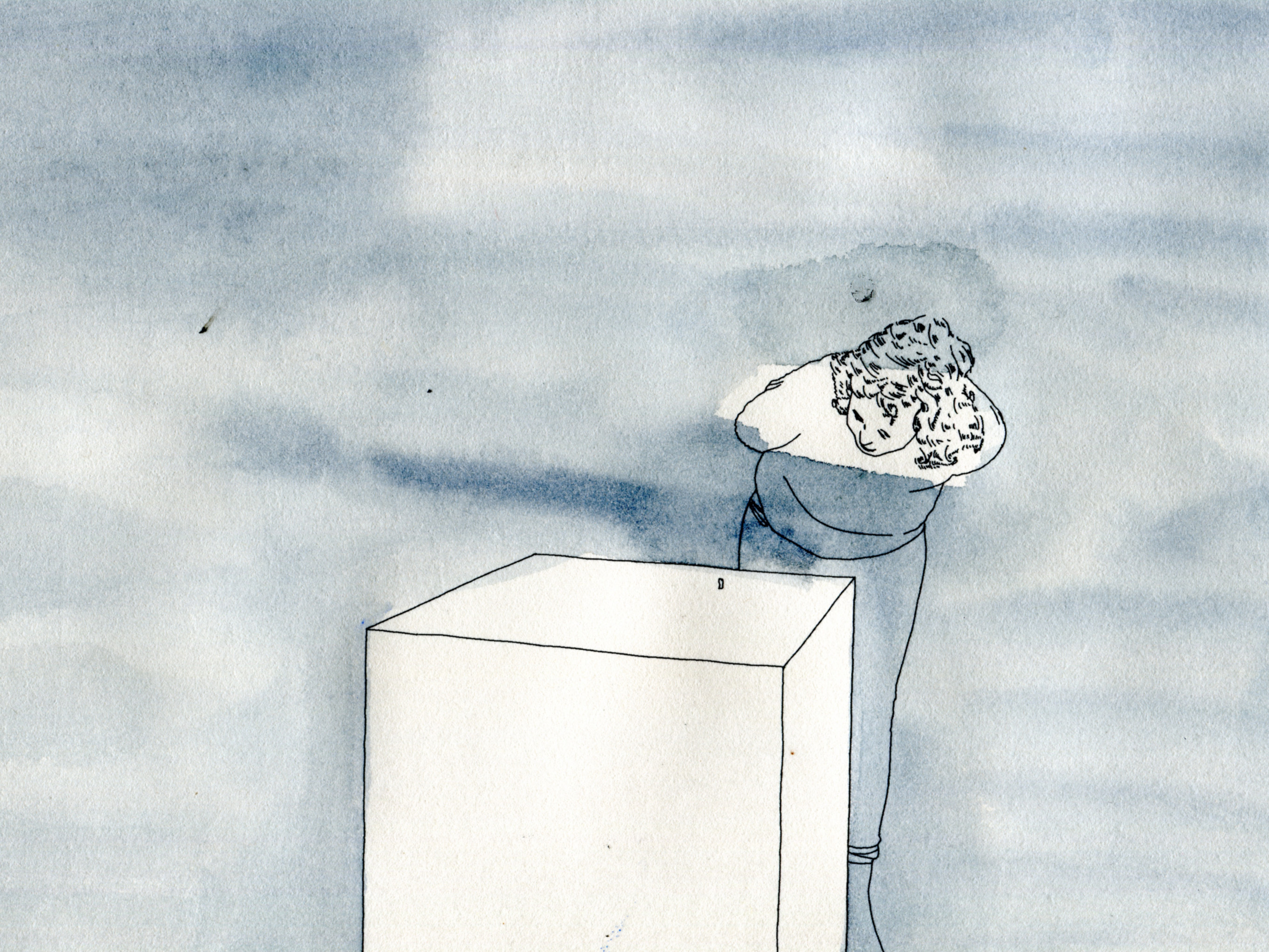
Sabine Gebhardt Fink (Zeichnung: Lena Eriksson)

Sabine Gebhardt Fink (* 22. November 1966 in Öhringen) ist Professorin für Gegenwartskunst und Leiterin der Master-of-Arts-Klasse im Departement Design & Kunst der Hochschule Luzern (HSLU) sowie Autorin und Kuratorin für Gegenwartskunst.

## Werdegang
Sie studierte Kunstwissenschaft, Philosophie, Theaterwissenschaft und Neuere Deutsche Literaturwissenschaft an den Universitäten München und Basel und promovierte zum Thema Transformation der Handlung. Mit Förderung des Schweizer Nationalfonds (SNF) forschte sie anschliessend in Projekten wie Perform Space, The Situated Body, Das Verhältnis der Künste und Ausstellungsdisplays.
Von 2004 bis Dezember 2010 war sie Dozentin am transdisziplinären Institute for Cultural Studies (ICS) in the Arts und ebenda von 2008–2009 Stellvertretung der Institutsleitung im Departement Kulturanalyse und Vermittlung der Zürcher Hochschule der Künste (ZHdK) sowie 2009 bis 2011 Lehrbeauftragte für Kunstgeschichte der Moderne und der Gegenwart an der Ruhr-Universität Bochum. Sie arbeitet seit 2011 in Luzern als Professorin für Gegenwartskunst und Leitung der Abteilung: Master of Arts in Fine Arts - Art in Public Spheres & Art Teaching. Sie ist an Projekten des Schweizerischen Nationalfonds (SNF-Bildkritik) beteiligt und Mitbegründerin des Performance Index Basel, der Performance Chronik, Basel.
Im Sommer 2022 war sie Teil der Konzeption der von Muda Mathis, Chris Regn, Andrea Saemann und Lena Eriksson kuratierten Ausstellung Bang Bang – Translokale Performance Geschichten im Museum Tinguely.

## Publikationen
- Revolving Documents—Narrations of Beginnings, Recent Methods and Cross-Mappings of Performance Art. Hrsg. zus. mit Andrej Mircev, Diaphanes, Zürich, Berlin 2024, ISBN 978-3-0358-0641-0
- Feministische Strategien in der Performancekunst: Disobedient Bodies, hrsg. zus. mit Sigrid Adorf, Themenheft der Zeitschrift FKW//Zeitschrift für Geschlechterforschung und visuelle Kultur, Heft Nr. 67, April 2020

- Aufzeichnen und Erinnern. Performance Chronik Basel (1987–2006). Diaphanes, Zürich, Berlin 2016, ISBN 978-3-03734-634-1.
- Zwischenhalt Luzern, Ausstellung an der Achse Seetalplatz-Kasernenplatz, 14. Juni – 29. Juni 2014: Master of Arts in Fine Arts, Art Teaching/Art in Public Spheres, Ausstellungskatalog, Hochschule Luzern, Design & Kunst, 2014
- Hermann Obrist, im Netzwerk der Künste und Medien um 1900. Kadmos, Berlin 2013, ISBN 978-3-86599-178-2
- Floating Gaps–Performance Chronik Basel (1968-1986), Hrsg. v. Sabine Gebhardt Fink, Muda Mathis u. Margarit von Büren, Diaphanes Verlag, Zürich, 2012, ISBN 978-3-03734-172-8
- Process – Embodiment – Site Ambient in der Kunst der Gegenwart. Passagen-Verlag Wien, 2012, ISBN 978-3-7092-0008-7
- Ambient in Kunst, Musik und Theater. In: Zeitschrift für Ästhetik und Allgemeine Kunstwissenschaft, 2009, 54. Jahrgang, Ausgabe 1, Seite 117–128
- Is it now? – Gegenwart in den Künsten, hrsg. zus. mit Sigrid Adorf, Sigrid Schade, Steffen Schmidt, Zürcher Jahrbuch der Künste 2006, Zürich: Hochschule für Gestaltung und Kunst 2007.
- Rhetorik des Realen: die Träne, in: Die Künste im Gespräch, Kapitel, Seiten: 81–89, Wilhelm Fink Verlag, Online-Publikationsdatum: 1. Januar 2007, ISBN 978-3-8467-4524-3.

- Transformation der Aktion: Miriam Cahns performative Arbeiten und Rebecca Horns Personal Art, Dissertation. Passagen Verlag Wien 2003, ISBN 978-3-85165-615-2